# Carl Mbassa
Carl Mbassa (* 21. September 1978 in Speyer, Rheinland-Pfalz) ist ein deutscher Basketballtrainer und ehemaliger -spieler. Seine Mutter ist Deutsche, sein Vater stammt aus Kamerun. Der Diplom-Sportwissenschaftler hat zusätzlich Sport und Französisch auf Lehramt studiert und arbeitet inzwischen hauptberuflich als Lehrer am Lise-Meitner-Gymnasium Maxdorf, nachdem er zuvor als Referendar am Ostalb-Gymnasium in Bopfingen tätig war. Seit der Spielzeit 2013/14 ist Mbassa Trainer der BIS Baskets Speyer.

## Karriere
Nachdem Mbassa erst 1994 begonnen hatte, leistungsmäßig Basketball zu spielen, kam er über Stationen beim TSV Speyer und der BG Koblenz 1999 in die Basketball-Bundesliga zu den Opel Skyliners aus Frankfurt am Main. In drei Spielen erhielt er als Nachwuchsspieler insgesamt drei Minuten Einsatzzeit. Danach spielte er bis 2005 für den Zweitligisten USC Freiburg, um anschließend zum Ligakonkurrenten BV Chemnitz 99 zu wechseln, welchen er nach zwei Spielzeiten 2007 wieder verließ und zu den Giants aus Nördlingen wechselte. Mit den Giants gelang der Aufstieg aus der ProA in die Basketball-Bundesliga, so dass Mbassa eine weitere Spielzeit in der höchsten deutschen Spielklasse spielte. Er wurde ungefähr in der Hälfte der Spiele eingesetzt und kam auf eine Spielzeit von knapp neun Minuten pro Begegnung. Nach dem Rückzug der Nördlinger aus der BBL kehrte Mbassa in die Pfalz zurück, wo er geboren wurde, und spielte bis 2011 bei den Saar-Pfalz Braves in der ProA.
Im Mai 2011 gab der ehemalige Zweitligist BIS Baskets aus Speyer bekannt, dass Mbassa zur Saison 2011/2012 in der Regionalliga neuer Cheftrainer der Mannschaft wird. Mbassa beendete damit seine aktive Karriere und erhielt einen Vertrag über ein Jahr in Speyer. Die Saison konnte seine Mannschaft auf dem dritten Platz der Regionalliga Südwest abschließen. Nach einem Jahr verließ er den Verein bereits wieder und wurde Assistent des neuen Cheftrainers Tony Garbelotto beim USC Heidelberg. Zur Saison 2013/2014 kehrte Mbassa nach Speyer zurück und übernahm erneut das Traineramt. 2016 musste er mit Speyer aus der 2. Bundesliga ProB absteigen. In der Saison 2018/19 führte er die Mannschaft zum Gewinn des Meistertitels in der Regionalliga Südwest.